# Ропажі
Ропажі (латис. Ropaži) — населений пункт в Латвії. В селі розташовані Ропазький (Роденпойський) парк (кінець XVIII ст.), лютеранська церква (1893), середня школа, спортивний комплекс, бібліотека.

## Назва
- Ро́пажі (латис. Ropaži)
- Роденпо́йс (нім. Rodenpois) — офіційна назва до 1918 року; назва походить від лівського слова Roudōpois — «залізняк». Інші записи назви: Rodenpoys (1205), Rodepoys (1221), Rodenpois (1226), Rodenpoiss, Rodenpoyz (1404), Rodenpoes (1467), Rodenpeisz (1545), Rodenpeus (1555), Rodenpeus (1638).

## Географія
Розташоване на лівому березі середньої течії річки Велика Югла, на теренах Ропазької рівнини. Найвища точка над рівнем моря — 40 м. Відстань до Огре — 23 км; відстань до Риги — 34 км. Через село проходить регіональний автошлях P10 (Інкукальнс-Ропажі-Ікшкіле). 

## Історія
Вперше згадується в «Хроніці Лівонії» під 1205 роком як місце переможної битви німецько-земгальського війська над литовцями. 1320 року у селі споруджено Роденпойський замок Лівонського ордену, що був зруйнований московитами у 1558—1559 роках під час Лівонської війни. У XVI—XVIII століттях було приватним володінням. З ХІХ століття — у складі Російської імперії (Ліфляндська губернія, Ризький повіт), центр Ропажської парафії. Від 1918 року належить Латвійській Республіці.

### Галерея

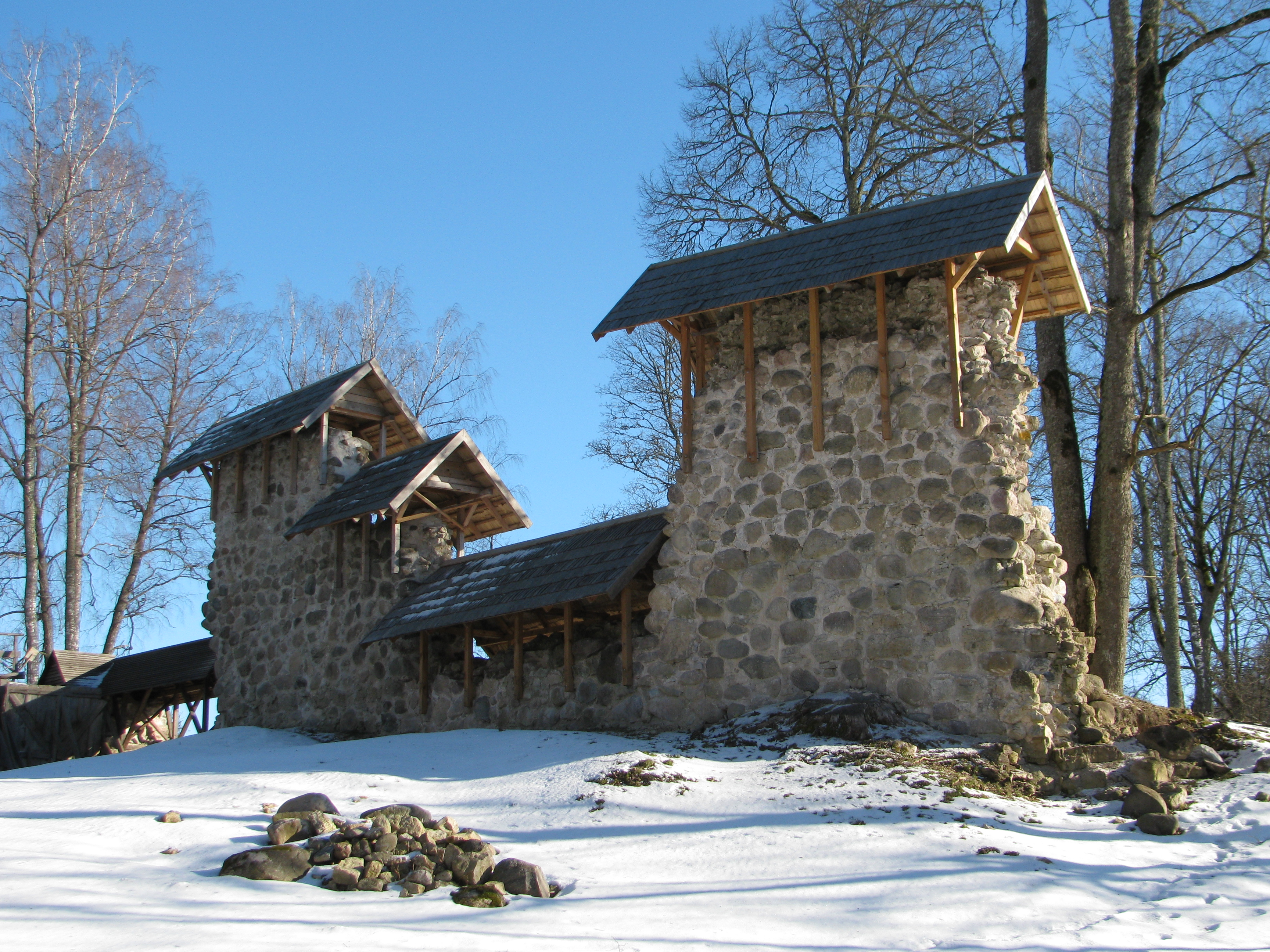
Руїни замку
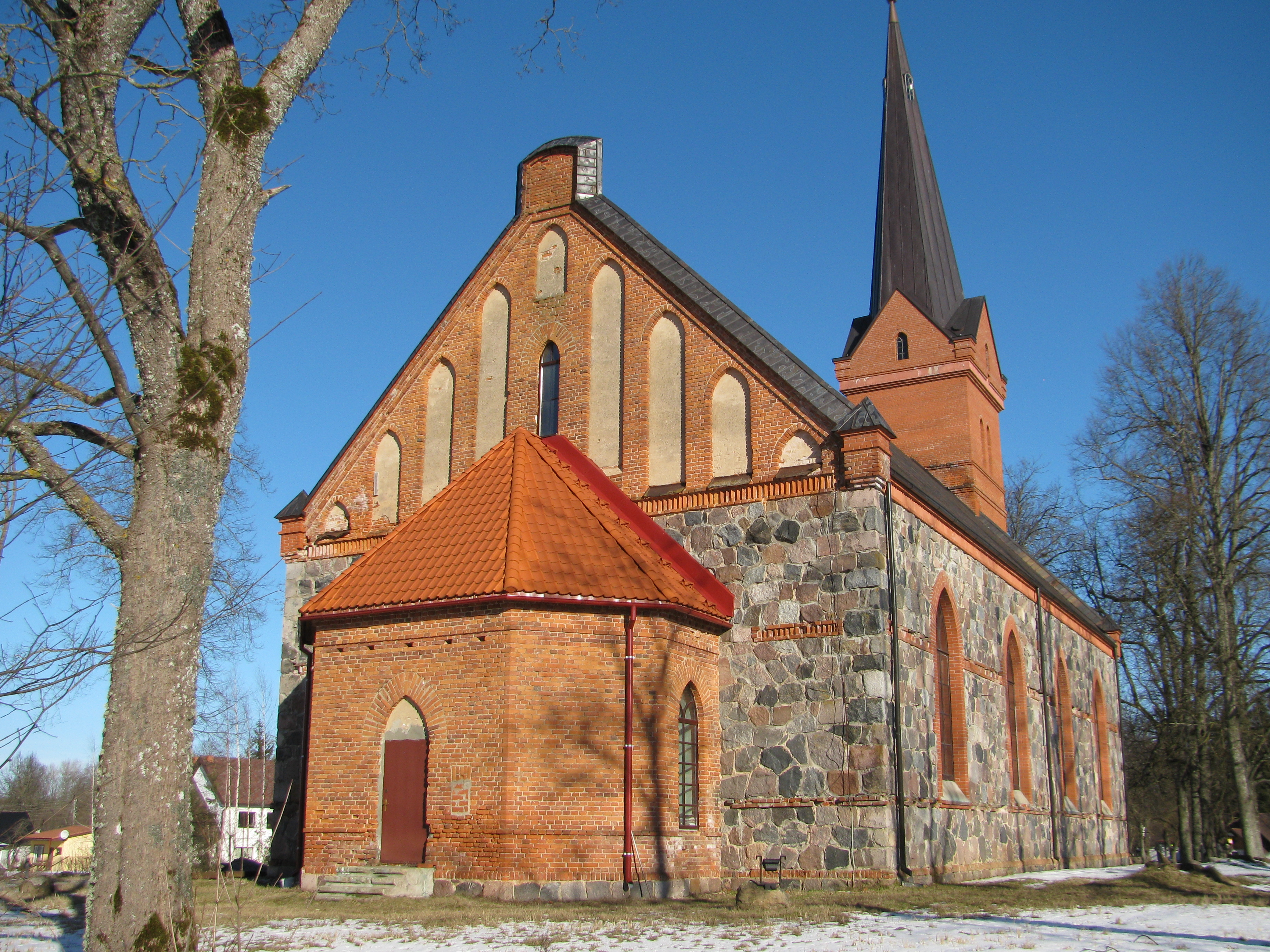
Церква
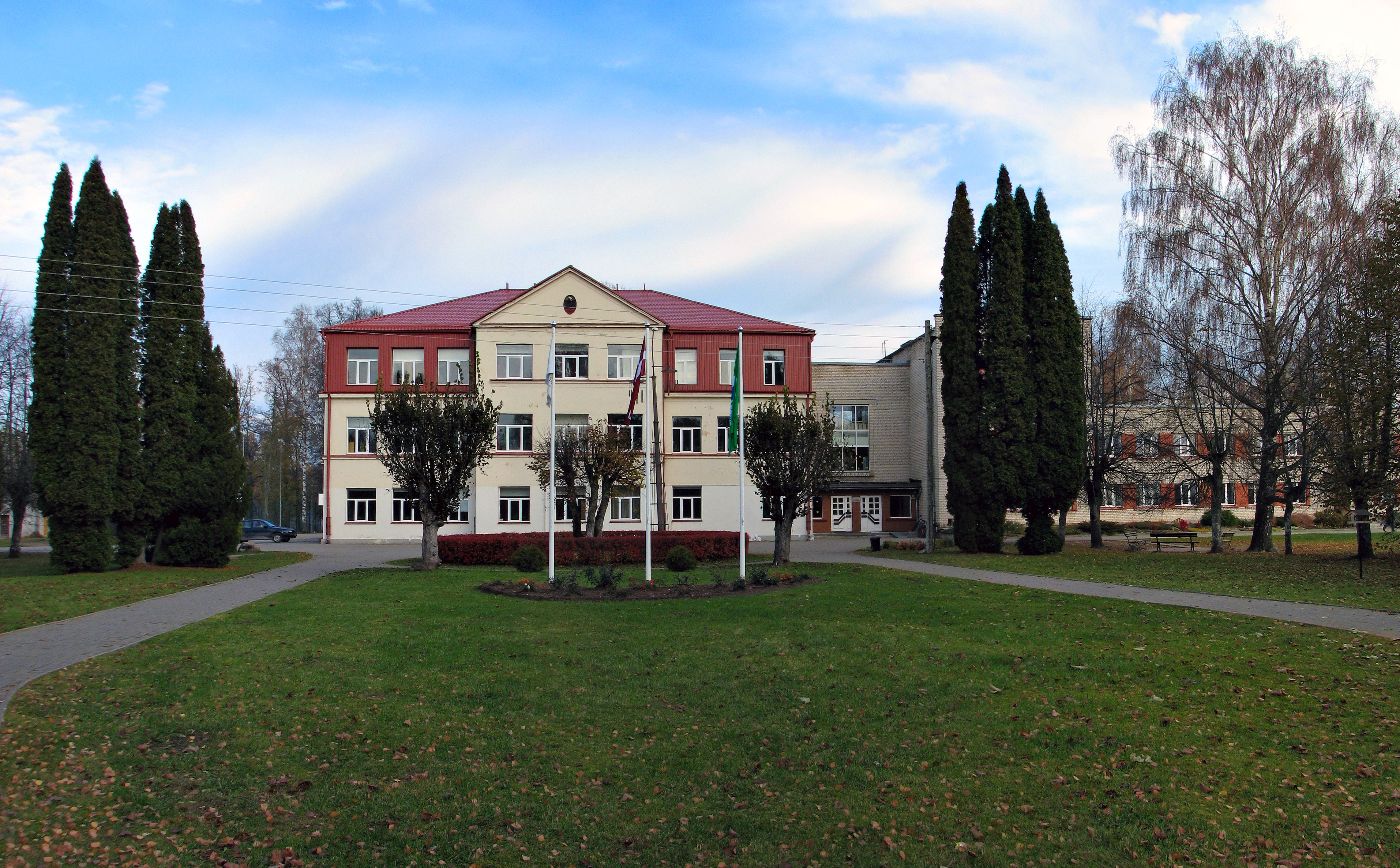
Школа
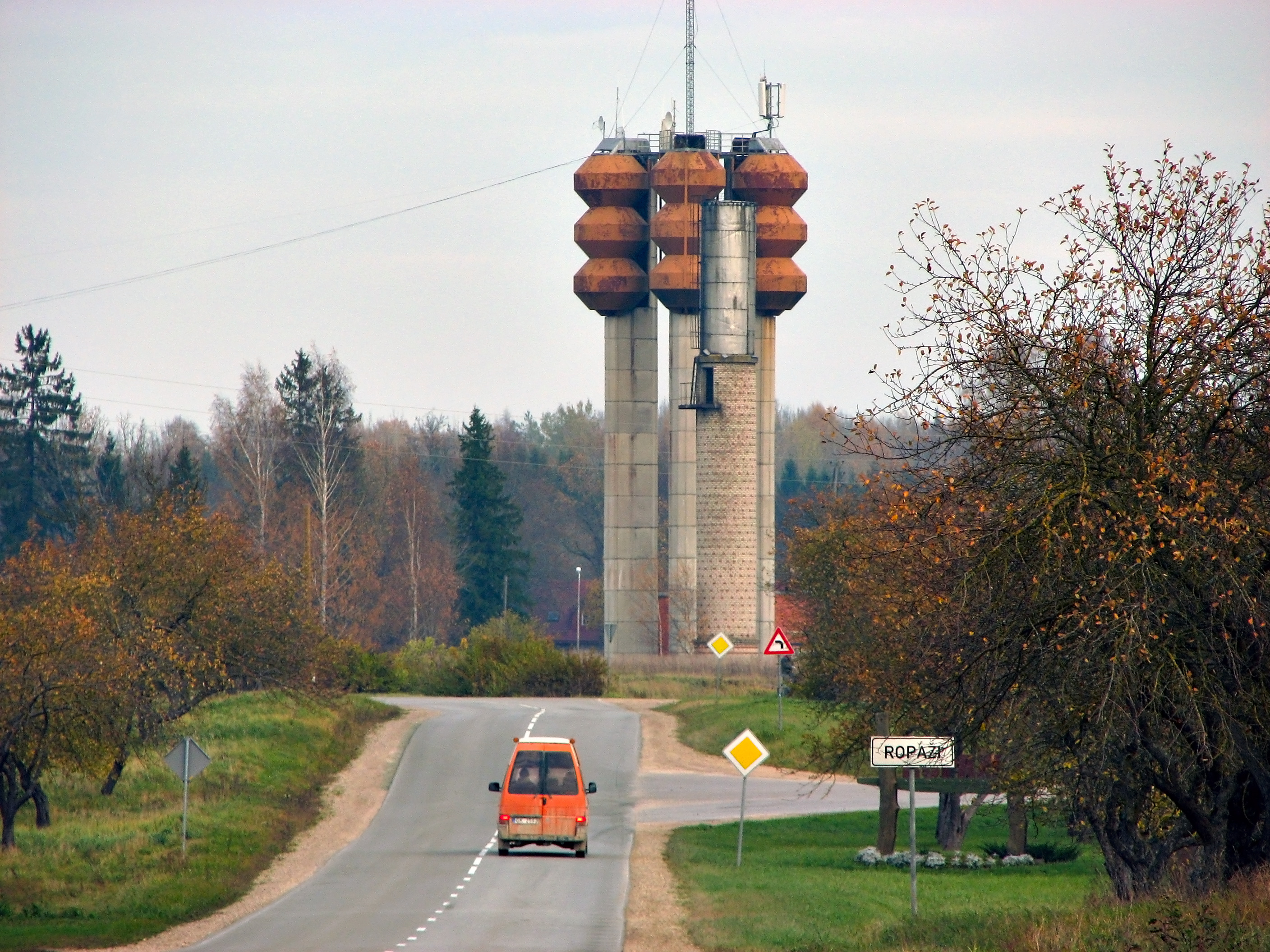
Автошлях Р10

## Населення

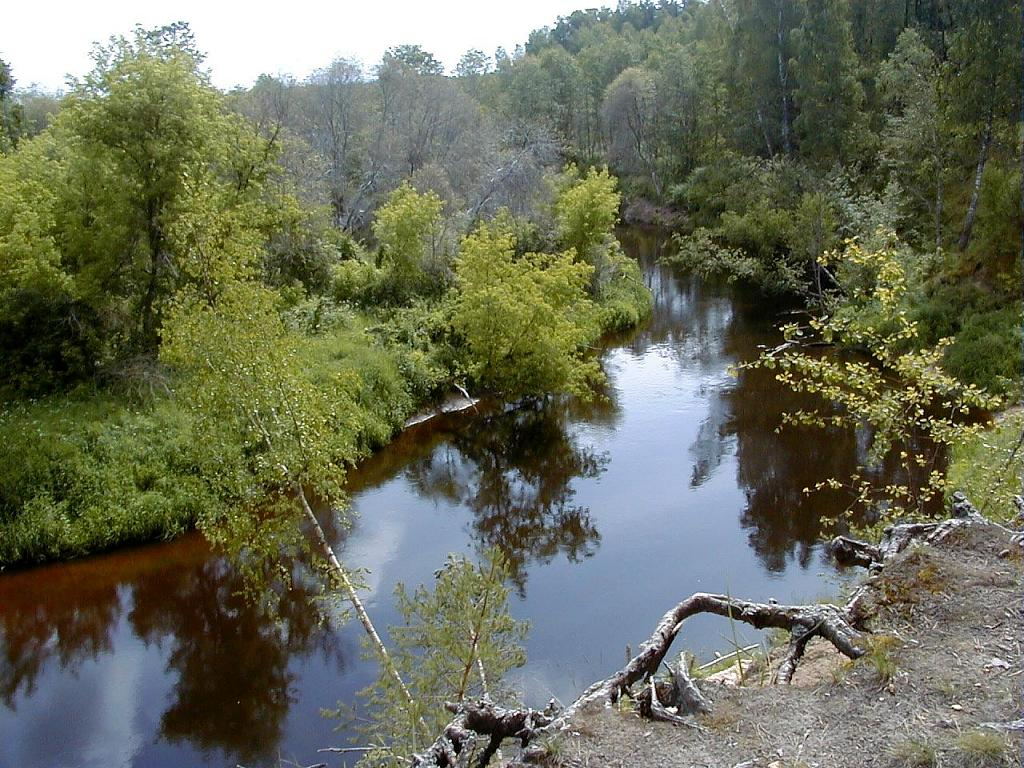
Велика Югла

- 1989: 1083 особи.
- 2000: 1157 осіб.
- 2009: 1803 особи.
- 2015: 1686 осіб[2].    Велика Югла